# Edgar Duvivier
Edgar Duvivier (Rio de Janeiro, 27 de março de 1955) é um músico, escultor, pintor e ilustrador brasileiro.

## Biografia
Formado em Direito em 1977, Edgar desistiu da carreira de advogado aos 23 anos e foi com seu saxofone estudar música em Boston. Formado pelo Berklee College of Music, ele volta ao Brasil em 1983, onde dedica-se a fazer trilhas para cinema, televisão e teatro, musicando peças de Mauro Rasi ("Estrela do Lar") e Naum Alves de Souza ("Cenas de Outono", que rendeu a Edgar  o prêmio Mambembe).
No cinema, musicou filmes de Eduardo Coutinho, José Resnik e Miguel Faria Jr., cujo filme Stelinha lhe valeu, em 1990, o prêmio Kikito de melhor trilha sonora do no Festival de Gramado.
Nos anos 1990, compôs as trilhas sonoras dos programas de televisão Globo Ecologia e Globo Ciência e lançou três discos de música instrumental: O Som da Terra (1992), Sopro do Norte (1996) e Sax Brasileiro (1998).

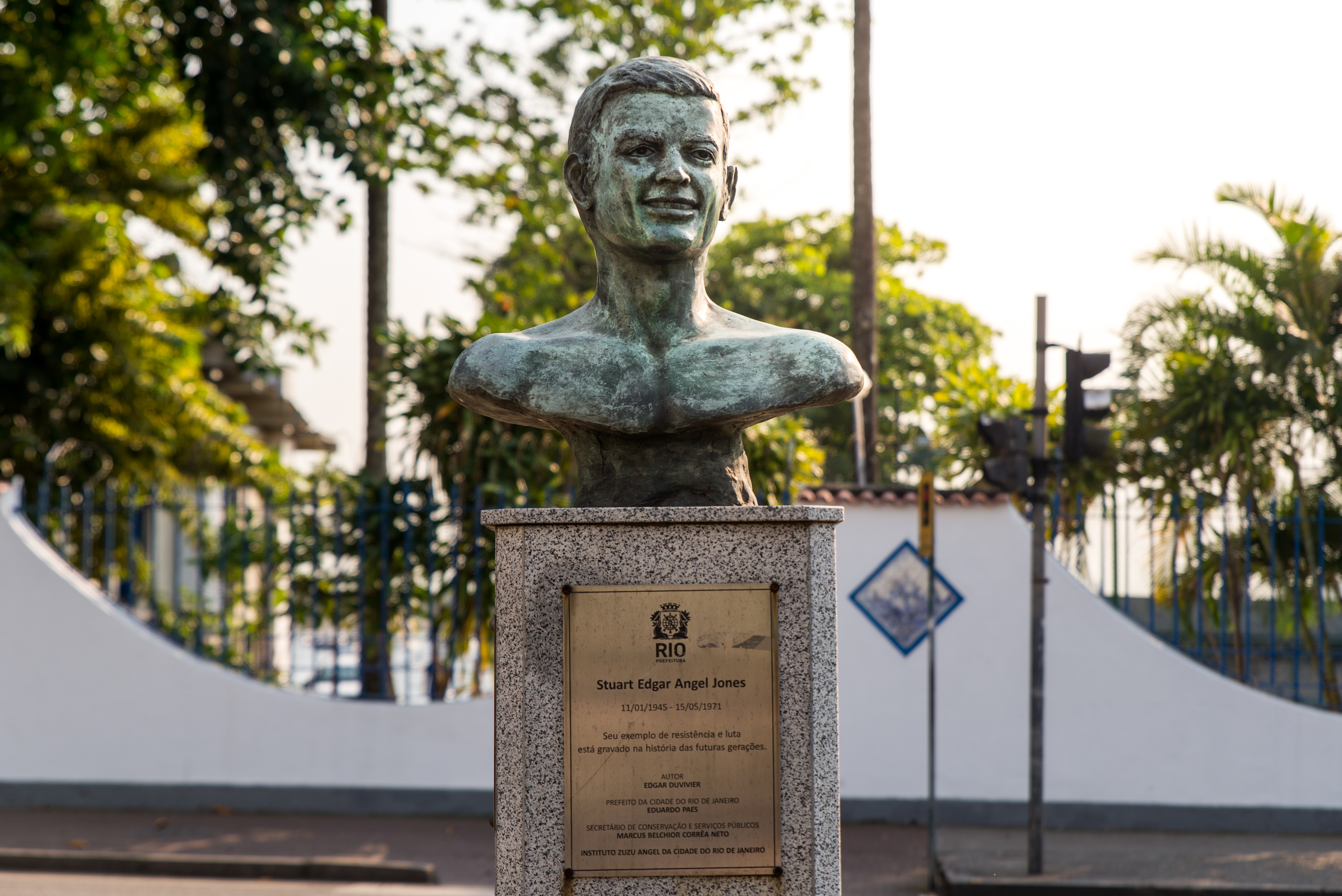
Escultura de Stuart Angel feita por Edgar Duvivier em Botafogo, Zona Sul da capital fluminense

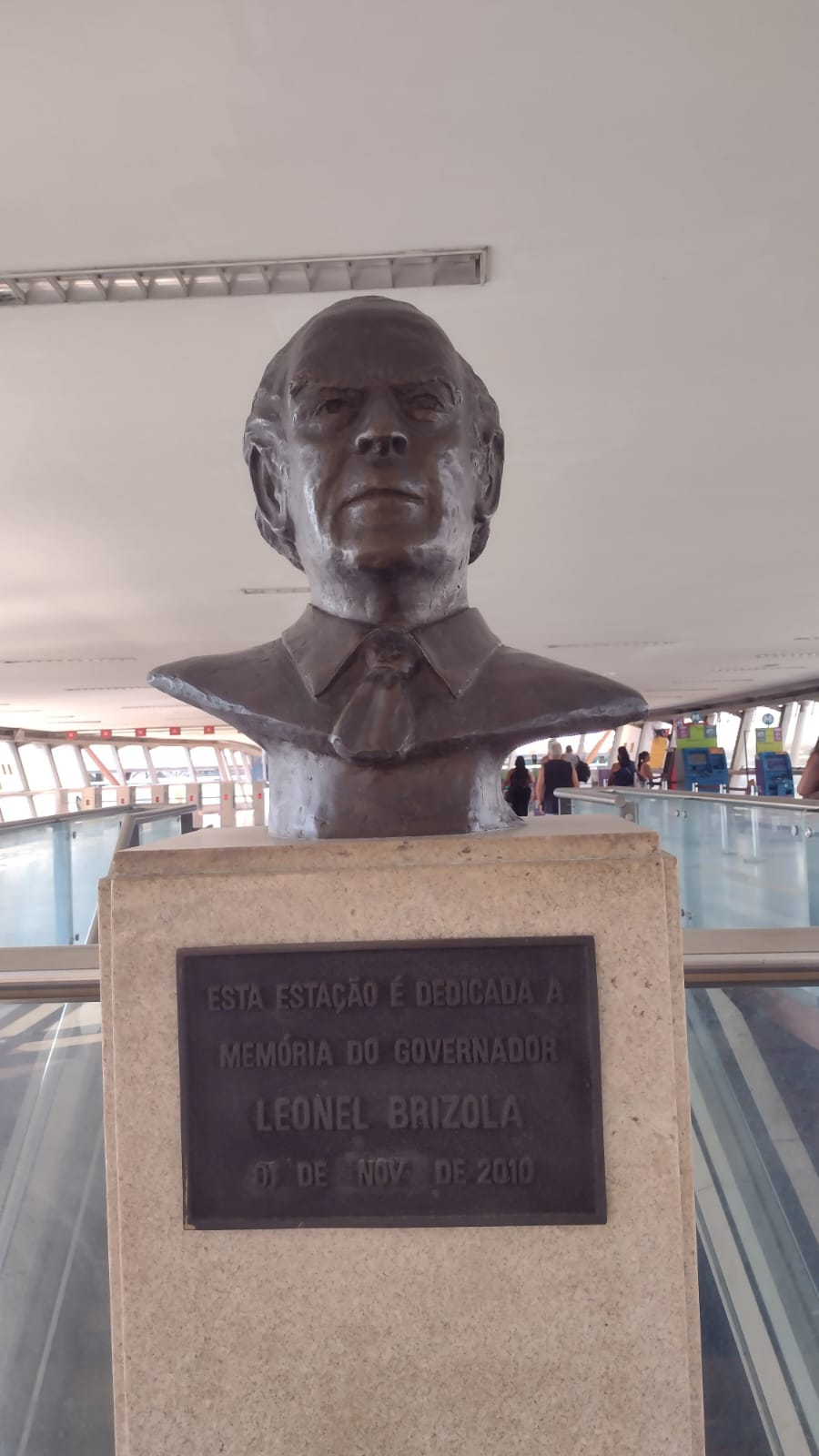
Busto de Leonel Brizola, por Edgar Duvivier, na Estação Cidade Nova, no Rio de Janeiro.

Como escultor, Edgar herdou o legado de seu pai, o também escultor e homônimo Edgar Duvivier (1916-2001). Assim como seu pai, erigiu diversos monumentos: a Princesa Isabel, em Copacabana; o Oscar Niemeyer e o JK, em Niterói; Nilton Santos, Jairzinho, Garrincha e Zagallo, instalados no Estádio Engenhão, no Rio de Janeiro; Heleno de Freitas, em São João Nepomuceno; senador Dinarte Mariz, em Natal; Guimarães Rosa, no Palácio das Artes, em Belo Horizonte; e Austregésilo de Athayde e Afrânio Peixoto, na Academia Brasileira de Letras, também no Rio. Participou de Exposições em Nova York e Chicago, e tem peças vendidas na Europa e na África. [carece de fontes?]
Colocou a peça “Goleiro” no Parque da Catacumba, ao lado da escultura "Encontro", de seu pai. É também autor dos bustos do cardeal Leme e do engenheiro Heitor da Silva Costa, colocados no Corcovado. Edgar Duvivier é também o autor das estátuas de Clarice Lispector e Ulísses no Leme, de Nelson Rodrigues em Copacabana; de Marcel Proust em Cabourg, França, de Pepe Mujica, no Campus Bagé da Unipampa.[carece de fontes?]
Desde 2009, Edgar Duvivier trabalha com Charles Möeller e Claudio Botelho, documentando os ensaios e fazendo o "making of" dos musicais da dupla, a saber: O despertar da Primavera, Gypsy, Hair, Um Violinista no Telhado, Beatles num Céu de Diamantes, As Bruxas de Eastwick, Jude, o fim do Arco-Iris, O Mágico de Oz, Milton Nascimento - Nada será como antes, Como vencer na vida sem fazer força, Todos os Musicais de Chico Buarque em Noventa Minutos, Os Saltimbancos Trapalhões[carece de fontes?]
Edgar é pai de Bárbara, Theodora e Gregório Duvivier.

## Discografia
- Música Imagem  (1989)
- O Som da Terra (1992)
- Sopro do Norte (1996)
- Sax Brasileiro (1998)